# Hutton in the Forest
Pour les articles homonymes, voir Hutton.
Hutton in the Forest est une maison de campagne classée de Grade I près du village de Skelton dans le comté historique de Cumberland, qui fait maintenant partie du comté moderne de Cumbria, en Angleterre. Il appartient à la famille Fletcher-Vane de 1605 jusqu'en 1931, date à laquelle il devient la propriété des barons Inglewood, parents éloignés de la famille Fletcher-Vane.

## Histoire

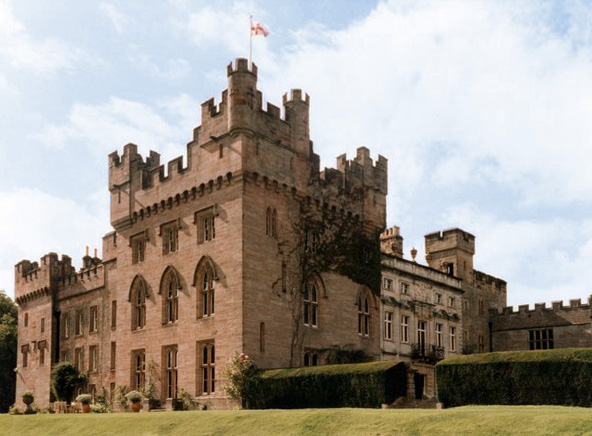
Hutton in the Forest

Hutton-in-the-Forest est à l'origine une forteresse médiévale et la tour Pelé subsiste. Les générations successives modifient et agrandissent la maison et tant l'extérieur que l'intérieur présentent un large éventail de styles décoratifs du XVIIe siècle à nos jours. La galerie, un élément rare dans le nord de l'Angleterre, date des années 1630 et contient des meubles et des portraits anciens. Le hall, construit en 1680, est dominé par l'escalier de l'Amour, qui mène à une suite de pièces du milieu du XVIIIe siècle, dont la salle de l'Amour. Le salon date d'environ 1830, la bibliothèque de 1870 et la chambre de Lady Darlington est décorée dans le style Arts and Crafts.

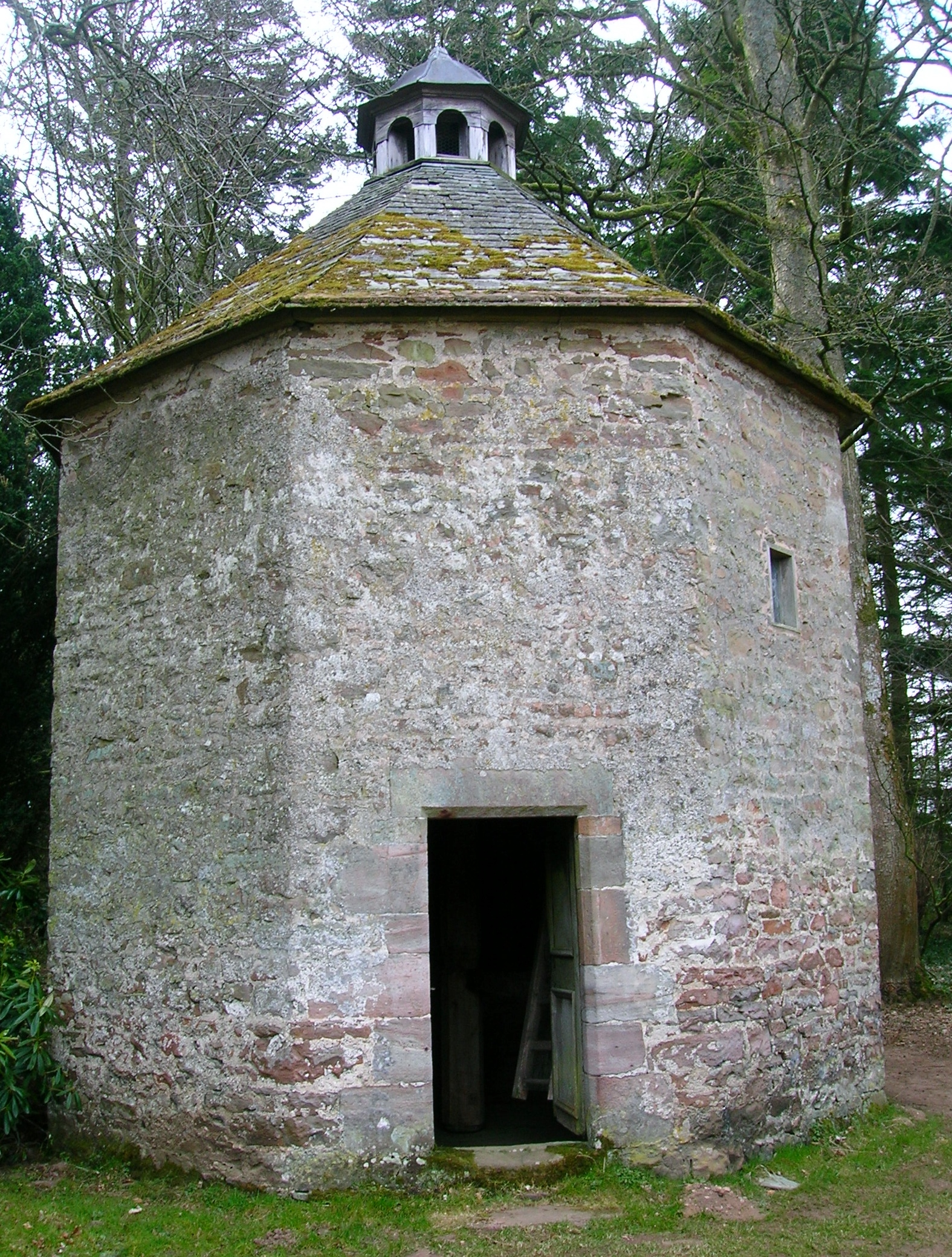
Le pigeonnier Hutton-in-the-Forest

Le jardin clos, construit dans les années 1730, abrite une importante collection de plantes herbacées. Les terrasses sont aménagées à l'origine au XVIIe siècle. La promenade boisée contient un pigeonnier du XVIIe siècle qui, de manière inhabituelle, abrite encore la potence, une échelle rotative interne. Le 1er Lord Inglewood ajoute un certain nombre de nouvelles espèces d'arbres au terrain et le guide des sentiers d'arbres en répertorie désormais soixante-dix dans l'arboretum.
Dans un champ voisin se trouve la petite église de Saint-Jacques, enregistrée dès 1291 sous le nom d'église du champ vert. L'architecte Anthony Salvin réalise à l'époque victorienne d'importantes rénovations. Un fragment d'une croix normande est conservé dans l'église et de nombreux monuments commémoratifs rappellent l'influence des Fletcher et des Vanes au fil des siècles.